# Liste der Biografien/Fred
Liste der Biografien |
Portal Biografien |
Personensuche
# |
A |
B |
C |
D |
E |
F |
G |
H |
I |
J |
K |
L |
M |
N |
O |
P |
Q |
R |
S |
T |
U |
V |
W |
X |
Y |
Z |
?
 
Fa |
Fe |
Ff |
Fh |
Fi |
Fj |
Fk |
Fl |
Fm |
Fn |
Fo |
Fr |
Ft |
Fu |
Fy
 
Fra |
Frc |
Fre |
Frg |
Fri |
Frk |
Frl |
Fro |
Frr |
Fru |
Fry
 
Frea |
Freb |
Frec |
Fred |
Free |
Freg |
Freh |
Frei |
Frej |
Frek |
Frel |
Frem |
Fren |
Freo |
Frep |
Freq |
Frer |
Fres |
Fret |
Freu |
Frev |
Frew |
Frey |
Frez
Die Liste der Biografien führt alle Personen auf, die in der deutschsprachigen Wikipedia einen Artikel haben. Dieses ist eine Teilliste mit 203 Einträgen von Personen, deren Namen mit den Buchstaben „Fred“ beginnt.

## Fred
- Fred (1949–2022), brasilianischer Fußballspieler
- Fred (* 1979), brasilianischer Fußballspieler
- Fred (* 1983), brasilianischer FußballspielerFred (* 1983)

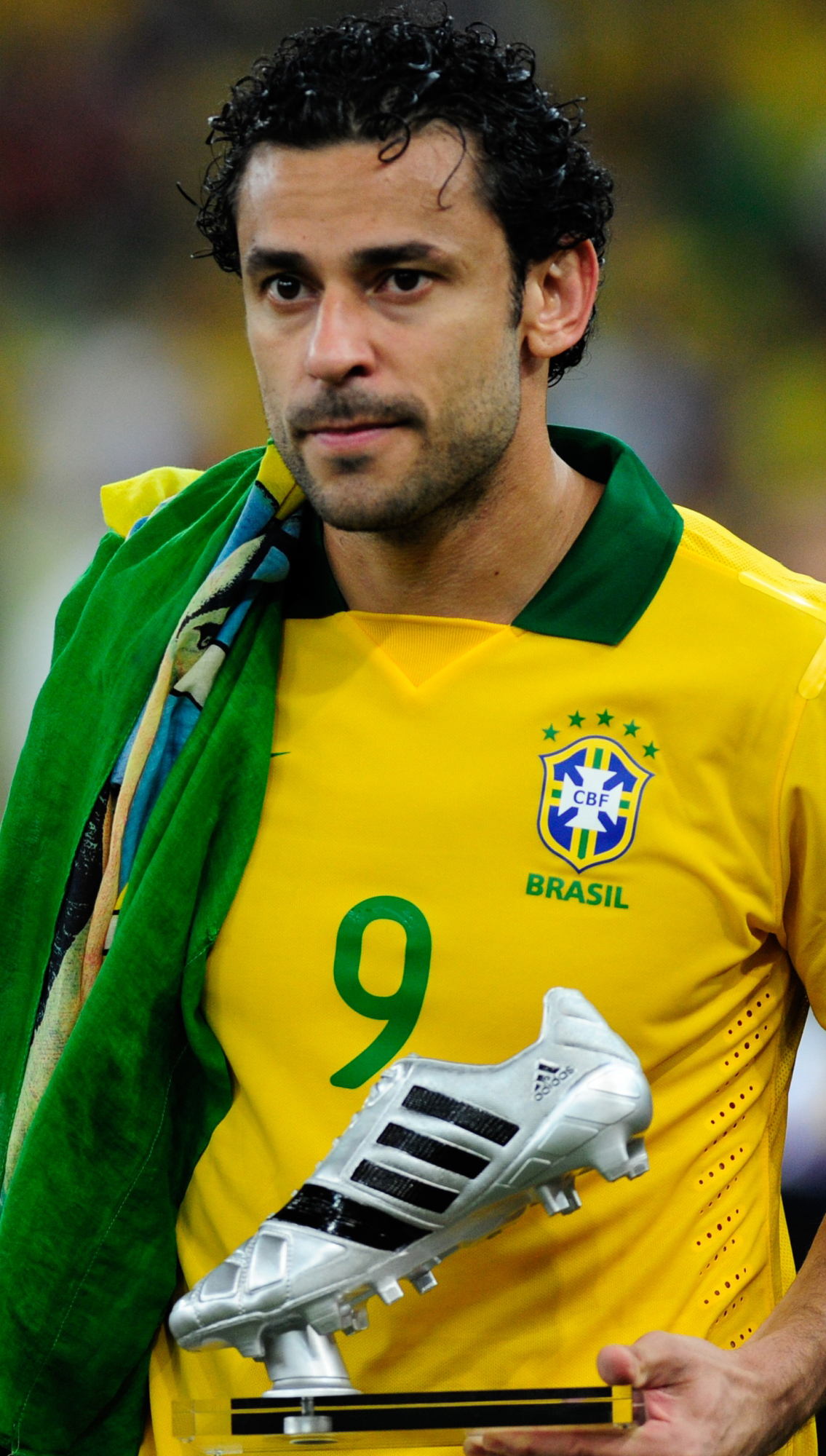
Fred (* 1983)

- Fred (* 1993), brasilianischer Fußballspieler
- Fred Again (* 1993), britischer Musiker und Musikproduzent
- Fred the Godson (1985–2020), US-amerikanischer Rapper
- Fred, Gunnel (* 1955), schwedische Filmschauspielerin

### Freda
- Freda Soria Comua (* 1972), salomonische Politikerin
- Freda, Elena (1890–1978), italienische Mathematikerin, Physikerin und Hochschullehrerin
- Freda, Riccardo (1909–1999), italienischer Filmregisseur und Drehbuchautor
- Freda, Vincent J. (1927–2003), US-amerikanischer Mediziner
- Fredac, Jeanne (* 1970), französische Fotografin und Künstlerin

### Fredb
- Fredborg, Arvid (1915–1996), schwedischer Journalist und außenpolitischer Berater
- Fredborg, Niels (* 1946), dänischer Radrennfahrer

### Fredd
- Fredda (* 1969), französische Singer-Songwriterin
- Fredderich, Rudolf (1886–1976), deutscher Künstler
- Freddi, Luigi (1895–1977), italienischer Journalist und faschistischer Funktionär
- Freddie (* 1990), ungarischer Sänger
- Freddie, Wilhelm (1909–1995), dänischer Maler und Bildhauer
- Freddy, Daddy (* 1965), jamaikanischer Musiker, Rapper

### Frede
- Frede, August (1899–1972), deutscher Brigadegeneral der Bundeswehr
- Frede, Danny (* 1982), deutscher Künstler
- Frede, Dorothea (* 1941), deutsche Philosophin
- Frede, Emma (1916–2005), deutsche Dame, die für ihr ehrenamtliches Engagement ausgezeichnet wurde
- Frede, Felix (* 1994), deutscher Snookerspieler
- Frede, Günter (1901–1967), deutscher Politiker (SPD), MdB
- Frede, Hans-Rainer (1932–2005), deutscher Jurist und Politiker (SPD), MdL
- Frede, Hermann (1883–1965), deutscher Architekt
- Frede, Hermann Josef (1922–1998), deutscher Theologe
- Frede, Michael (1940–2007), deutscher Philosoph
- Frede, Wilhelm (1875–1942), deutscher Diplomat im niederländischen Konsulat, NS-Opfer
- Fredegunde († 597), Ehefrau König Chilperichs I.
- Fredehelm von Cottbus, Herr von Cottbus
- Fredelo, Graf von Toulouse
- Fredemann, Wilhelm (1897–1984), deutscher Autor und Pädagoge
- Fredenburgh, Dan (* 1968), britischer Schauspieler und Drehbuchautor
- Fredendall, Lloyd (1883–1963), US-amerikanischer Generalleutnant
- Fredenhagen, Karl (1877–1949), deutscher Physikochemiker
- Fredenhagen, Klaus (* 1947), deutscher Physiker
- Fredenhagen, Thomas (1627–1709), Lübecker Kaufmann, Ratsherr und Mäzen des Barock
- Fredenhagen, Victor (1876–1934), deutscher Unternehmer (Maschinenfabrik Fredenhagen)
- Fredenhagen, Wilhelm (1843–1924), Offenbacher Maschinenfabrikant
- Freder, Aribert, deutscher Totschläger und IM des MfS
- Freder, Johannes (1510–1562), deutscher lutherischer Theologe und Kirchenlieddichter
- Freder, Johannes der Jüngere (1544–1604), deutscher Hochschullehrer, Professor für Theologie
- Frederic, Dagmar (* 1945), deutsche UnterhaltungskünstlerinDagmar Frederic (* 1945)

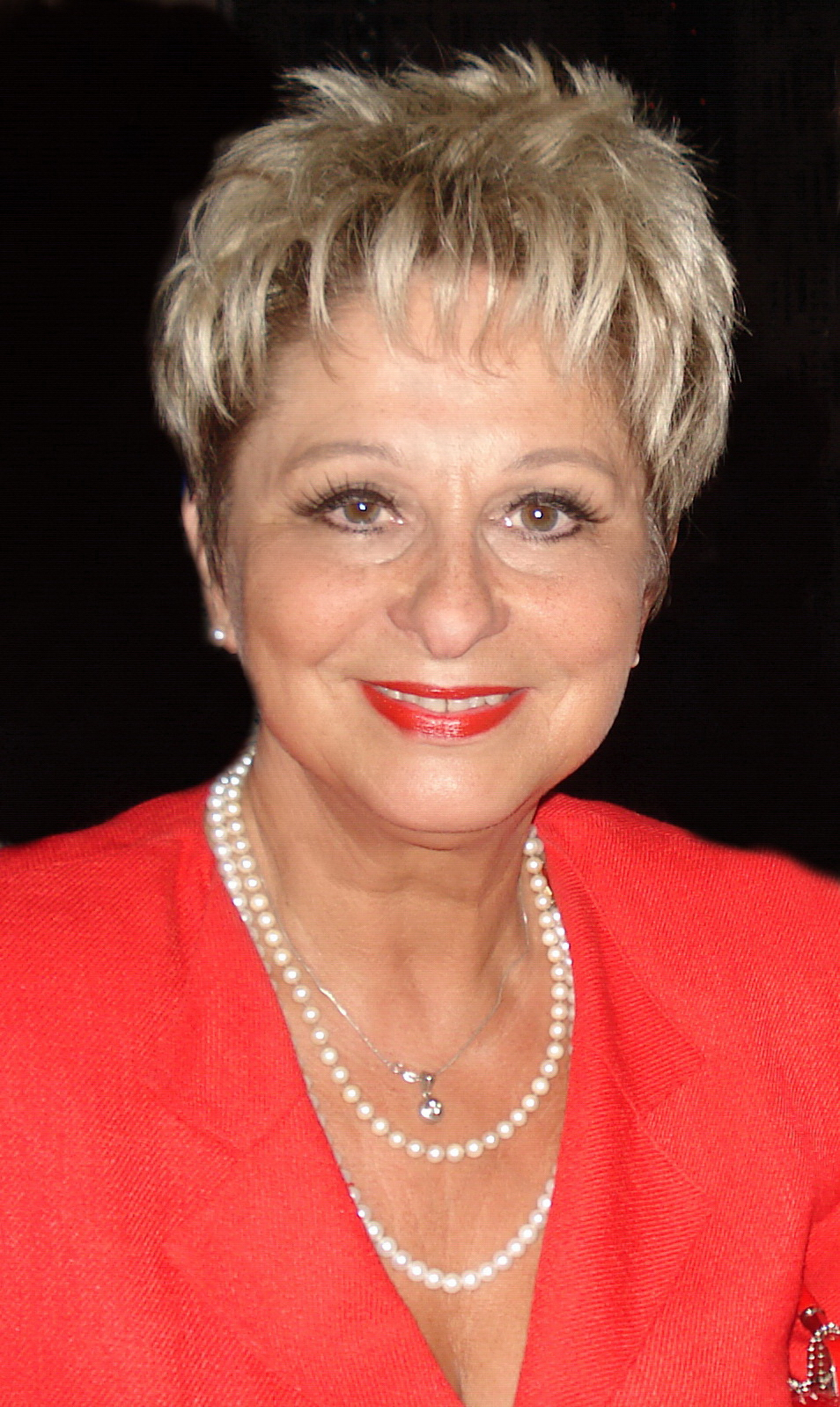
Dagmar Frederic (* 1945)

- Frederic, Harold (1856–1898), US-amerikanischer Schriftsteller und Journalist
- Frédéric, Léon (1856–1940), belgischer Symbolmaler
- Frédéric, Louis (1923–1996), französischer Kultur- und Kunsthistoriker
- Frederich († 463), westgotischer Feldherr
- Frederich, Bertha (1823–1882), deutsche Schriftstellerin
- Frederich, Eduard (1811–1864), deutscher Arzt, Historienmaler und Zeitungsverleger
- Frederich, Fritz (* 1936), deutscher Ingenieur und Hochschullehrer
- Frederichs, Henning (1936–2003), deutscher Komponist, Dirigent und Musikpädagoge
- Frederick, Benjamin T. (1834–1903), US-amerikanischer Politiker
- Frederick, Duke of York and Albany (1763–1827), britischer Feldmarschall, Fürstbischof von OsnabrückFrederick, Duke of York and Albany (1763–1827)

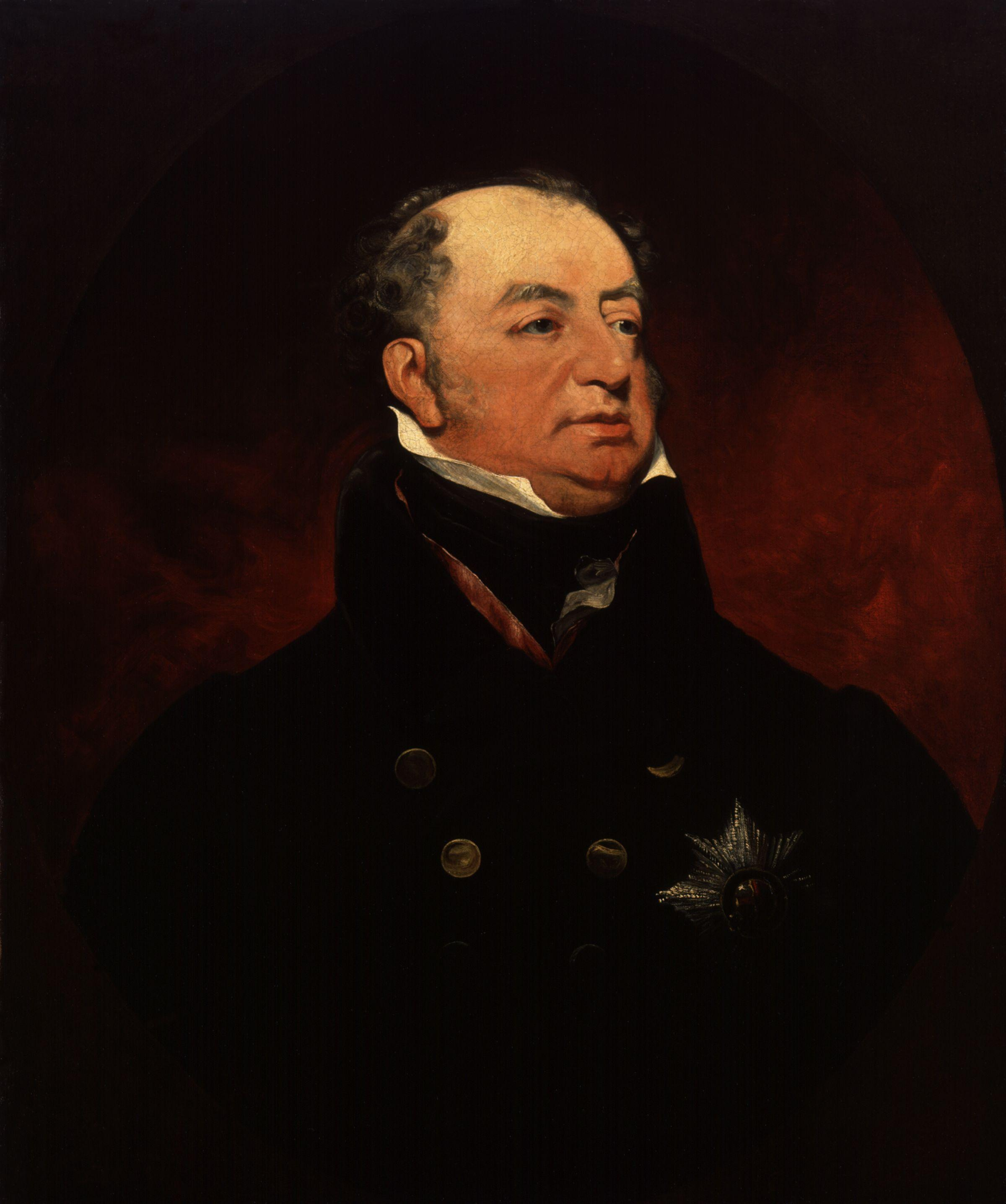
Frederick, Duke of York and Albany (1763–1827)

- Frederick, Ericka, amerikanische Filmproduzentin
- Frederick, Francis (1907–1968), US-amerikanischer Ruderer
- Frederick, Jan, belgischer Grindcore-Musiker
- Frederick, Jane (* 1952), US-amerikanische Siebenkämpferin
- Frederick, Jesse (* 1948), US-amerikanischer Film- und Fernsehkomponist
- Frederick, John (1916–2012), US-amerikanischer Schauspieler
- Frederick, Karl (1881–1963), US-amerikanischer Sportschütze
- Frederick, Lynne (1954–1994), britische Schauspielerin
- Frederick, Pauline (1883–1938), US-amerikanische Schauspielerin
- Frederick, Priscilla (* 1989), antiguanische Leichtathletin
- Frederick, Robert T. (1907–1970), US-amerikanischer Generalmajor
- Frederick, Sanaa Frederick (* 2006), Leichtathletin aus Trinidad und Tobago
- Frederick, Solé (* 2006), Leichtathletin aus Trinidad und Tobago
- Frederick, Tamara (* 1989), US-amerikanische Shorttrackerin
- Frederick, Travis (* 1991), US-amerikanischer American-Football-Spieler
- Frederick, Vicki (* 1949), US-amerikanische Schauspielerin
- Fredericks, Aletta, namibische Politikerin und Regionalgouverneurin
- Fredericks, Carole (1952–2001), US-amerikanische Sängerin
- Fredericks, Clayton (* 1967), australischer Vielseitigkeitsreiter
- Fredericks, Cornel (* 1990), südafrikanischer Hürdenläufer
- Fredericks, Cornelius (1864–1907), Führer der Bethanien-NamaCornelius Fredericks (1864–1907)

Cornelius Fredericks (1864–1907)

- Fredericks, Ellsworth (1904–1993), US-amerikanischer Kameramann
- Fredericks, Frank (* 1967), namibischer Sprinter
- Fredericks, John D. (1869–1945), US-amerikanischer Politiker
- Fredericks, Lucinda (* 1967), australische Vielseitigkeitsreiterin
- Fredericks, Neal (1969–2004), US-amerikanischer Kameramann und Produzent
- Fredericks, Ryan (* 1992), englischer Fußballspieler
- Frederickson, Gray (1937–2022), US-amerikanischer Filmproduzent
- Frederickson, Tucker (* 1943), US-amerikanischer American-Football-Spieler
- Frederico, Carlos Renato (* 1957), brasilianischer Fußballspieler
- Fredericq, Paul (1850–1920), belgischer Historiker
- Fredericus, König der Rugier, Sohn des Feletheus
- Frederik IX. (1899–1972), König von Dänemark
- Frederik van Heilo († 1455), Mönch und christlicher Schriftsteller
- Frederik von Dänemark (* 1968), dänischer KönigFrederik X. (* 1968)

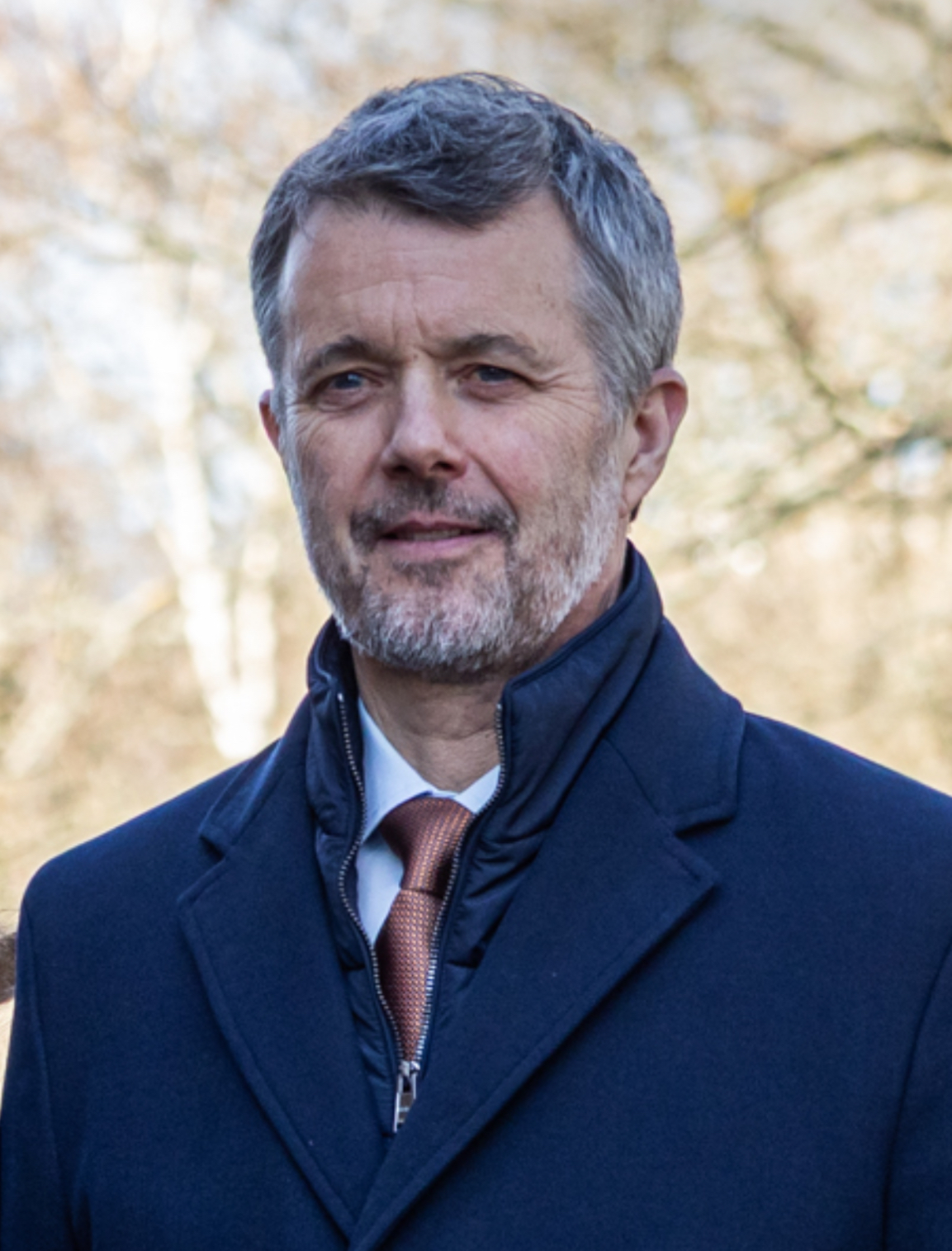
Frederik X. (* 1968)

- Frederik, Lothar Knud (1886–1957), deutscher Filmkritiker und Drehbuchautor
- Frederiks, Georgi Nikolajewitsch (1889–1938), russischer Geologe, Paläontologe und Hochschullehrer
- Frederiks, Josef († 1842), Kaptein der ǃAman-Nama (1825–1842) im Südwesten Afrikas
- Frederiks, Karel Johannes (1881–1961), niederländischer Staatssekretär
- Frederiks, Paul († 1906), Führer der Bethanien-Nama
- Frederiksborg, Alexandra von (* 1964), dänische Adelige, Prinzessin von Dänemark
- Frederiksen, Abel (* 1881), grönländischer Landesrat
- Frederiksen, Annette (1954–2022), dänische Fußballspielerin
- Frederiksen, Anthon (* 1953), grönländischer Politiker und Polizist
- Frederiksen, Bendt (1939–2012), grönländischer Politiker (Siumut)
- Frederiksen, Birgitte (* 1963), dänische Fußballspielerin
- Frederiksen, Børge, dänischer Badmintonspieler
- Frederiksen, Christian (* 1965), dänischer Kanute
- Frederiksen, Claus Hjort (* 1947), dänischer Politiker der Partei Venstre und in der Regierung Lars Løkke Rasmussen II Finanzminister
- Frederiksen, Emil (* 2000), dänischer Fußballspieler
- Frederiksen, Fergie (1951–2014), US-amerikanischer Sänger
- Frederiksen, Gerda (* 1904), dänische Badmintonspielerin
- Frederiksen, Helle (* 1981), dänische Triathletin
- Frederiksen, Holger (1881–1936), dänischer Fußballspieler
- Frederiksen, Ib (1927–2018), dänischer sozialdemokratischer Politiker, Minister und Bürgermeister
- Frederiksen, Ib (* 1964), dänischer Badmintonspieler
- Frederiksen, Jens B. (* 1967), grönländischer Politiker (Demokraatit), Polizist, Manager und Unternehmer
- Frederiksen, Joel (* 1959), US-amerikanischer Bassist und Lautenist sowie Leiter des Ensemble Phoenix Munich
- Frederiksen, John (* 1996), färöischer Fußballspieler
- Frederiksen, Johnny (* 1975), dänischer Curler
- Frederiksen, Joy-Maria (* 1964), dänische Schauspielerin
- Frederiksen, Karen Marie Kyed (* 1973), grönländische Politikerin (Demokraatit)
- Frederiksen, Kasper (* 1890), grönländischer Landesrat
- Frederiksen, Katti (* 1982), grönländische Schriftstellerin, Dichterin, Sprachwissenschaftlerin und Politikerin (Siumut)
- Frederiksen, Lars (* 1971), US-amerikanischer Punkmusiker
- Frederiksen, Martin W. (1930–1980), britischer Althistoriker australischer Herkunft
- Frederiksen, Mette (* 1977), dänische Politikerin (Socialdemokraterne), Ministerpräsidentin DänemarksMette Frederiksen (* 1977)

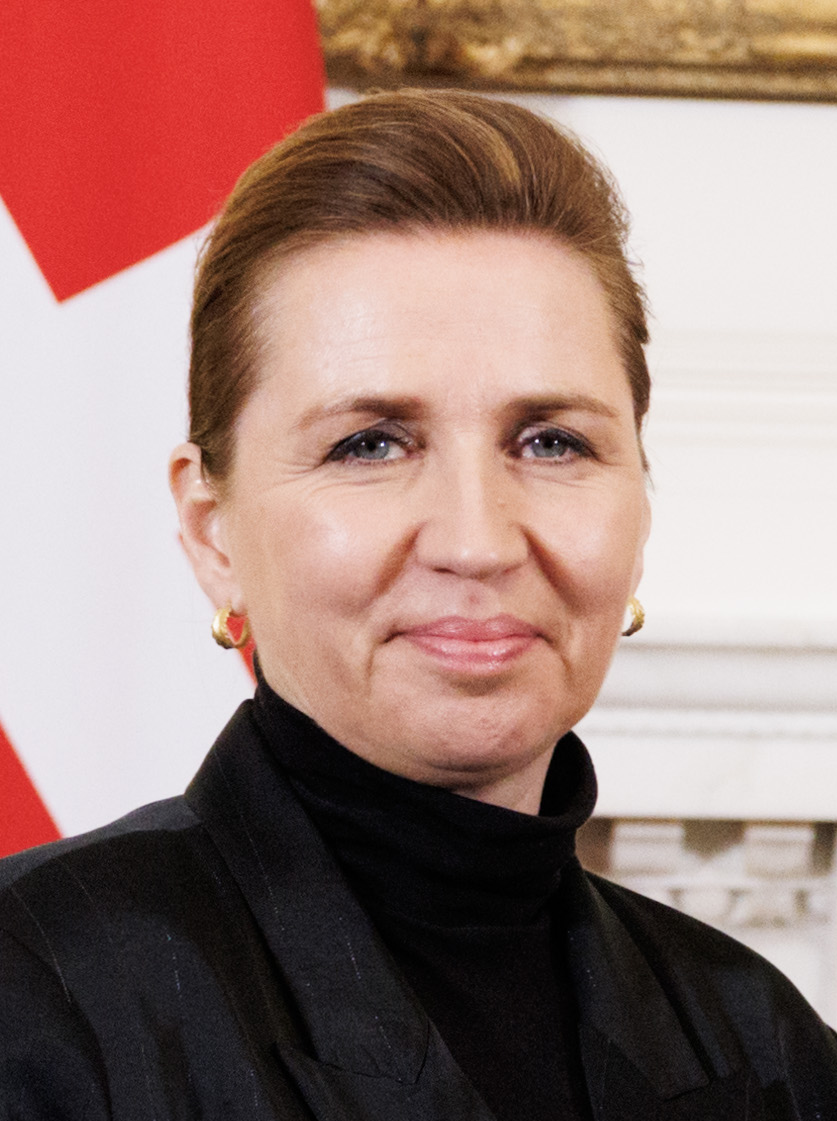
Mette Frederiksen (* 1977)

- Frederiksen, Niels Christian (1840–1905), dänischer Nationalökonom
- Frederiksen, Ove (1884–1966), dänischer Tennisspieler
- Frederiksen, Søren (* 1972), dänischer Fußballspieler und -trainer
- Frederiksen, Søren (* 1989), dänischer Fußballspieler
- Frederiksen, Suka K. (1965–2020), grönländische Politikerin (Siumut)
- Frederiksen, Svend (1906–1967), dänisch-grönländisch-US-amerikanischer Eskimologe
- Frédérix, Marc (1919–2004), französischer Filmarchitekt
- Frederking, Dorothea (* 1964), deutsche Politikerin (Bündnis 90/Die Grünen), MdL
- Frederking, Gert (1938–2019), deutscher Verleger
- Frederking, Nils (* 1971), deutscher Designer
- Frederking, Volker (* 1958), deutscher Germanist
- Fredermann, Rainer (* 1959), deutscher Politiker (CDU), MdL
- Fredersdorf, Herbert B. (1899–1971), deutscher Filmregisseur und Filmeditor
- Fredersdorf, Hermann (1924–2013), deutscher Finanzbeamter und Parteipolitiker (SPD, Bürgerpartei)
- Fredersdorf, Karen (1892–1985), deutsche Sängerin und Schauspielerin
- Fredersdorf, Walter (1896–1965), deutscher Filmeditor
- Fredersdorff, Leopold Friedrich (1737–1814), Verwaltungsjurist im früheren Fürstentum Braunschweig-Wolfenbüttel
- Fredersdorff, Michael Gabriel († 1758), Geheimer Kämmerer und Vertrauter Friedrichs des GroßenMichael Gabriel Fredersdorff († 1758)

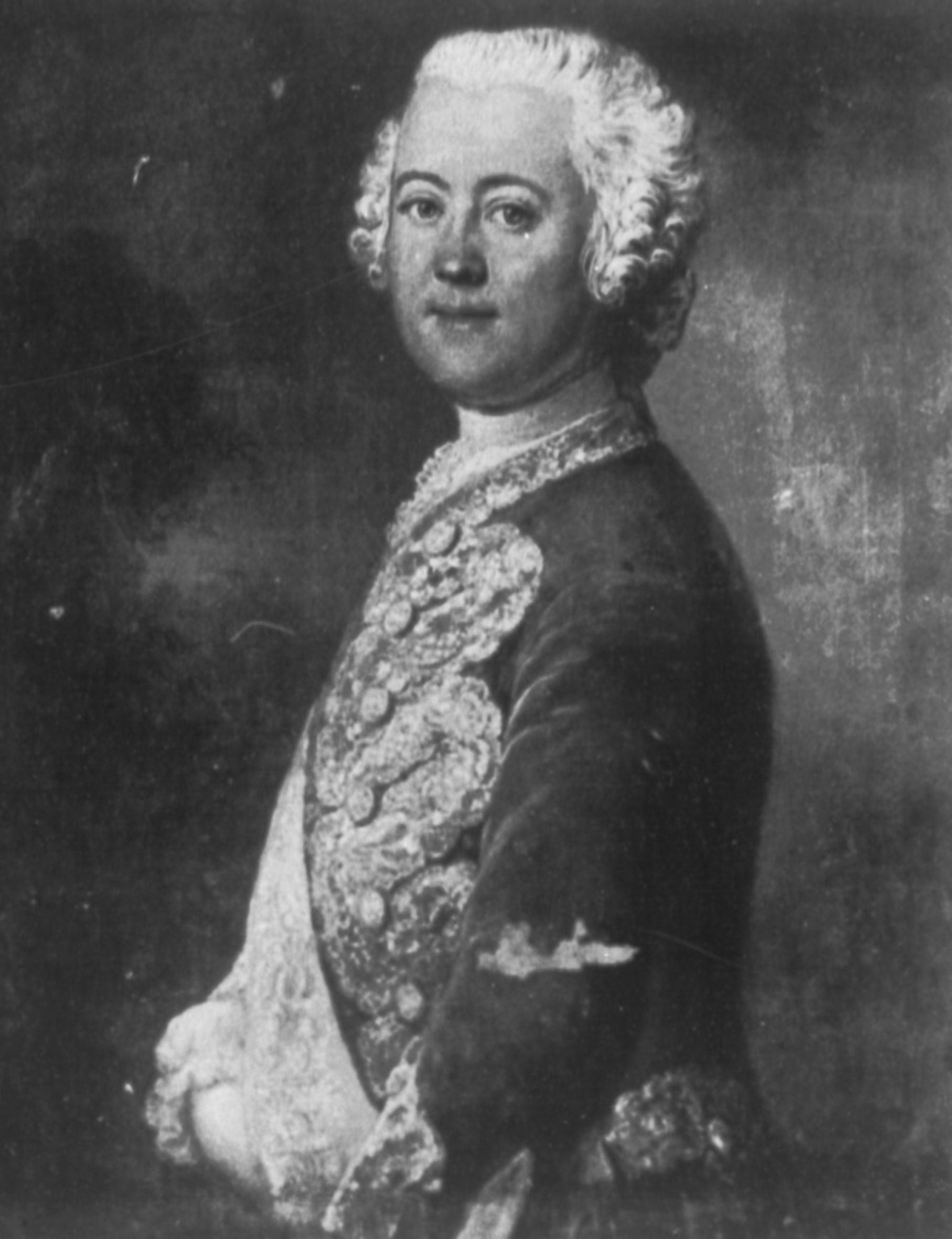
Michael Gabriel Fredersdorff († 1758)

- Frederuna († 917), westfränkische Königin
- Fredette, Carol (1940–2021), US-amerikanische Jazzmusikerin (Gesang)
- Fredette, Jimmer (* 1989), amerikanischer Basketballspieler
- Fredeweß, Johannes (1896–1976), deutscher Landwirt und Politiker (CDU), MdL

### Fredh
- Fredh, Emma (* 1990), schwedische Ruderin
- Fredheim Holm, Daniel (* 1985), norwegischer Fußballspieler
- Fredheim, Sverre (1907–1981), US-amerikanischer Skispringer
- Fredheim, Tor-Arne (* 1962), schwedischer Fußballspieler
- Fredholm, Erik Ivar (1866–1927), schwedischer Mathematiker
- Fredholm, Gert (* 1941), dänischer Regisseur
- Fredholm, Ludwig (1830–1891), schwedischer Industrieller und Geschäftsmann
- Fredholm, Patrik (* 1978), schwedischer Fußballspieler

### Fredi
- Fredi (1942–2021), finnischer Schlagersänger
- Frediano von Lucca († 588), Bischof von Lucca und Heiliger der römisch-katholischen Kirche
- Fredin, Edvard (1857–1889), schwedischer Dichter, Schriftsteller, Schauspieler, Theaterkritiker und Übersetzer

### Fredk
- Fredkin, Edward (1934–2023), US-amerikanischer Physiker

### Fredl
- Fredlund, Delwyn G. (* 1940), kanadischer Geotechniker
- Fredlund, Glen (* 1952), US-amerikanischer Geograph

### Fredo
- Fredo (* 1994), britischer Rapper
- Fredonyer, Atlas († 1880), Pionier des US-amerikanischen Westens

### Fredr
- Fredrich, Benjamin (* 1987), deutscher Journalist und VerlegerBenjamin Fredrich (* 1987)

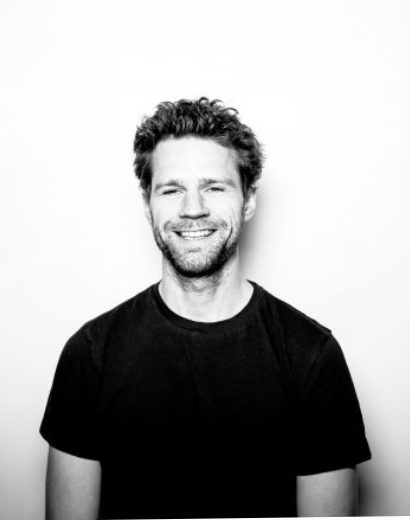
Benjamin Fredrich (* 1987)

- Fredrich, Carl (1871–1930), deutscher Altphilologe, Archäologe, Historiker und Gymnasiallehrer
- Fredrich, Günter (1927–2008), deutscher Komponist, Dirigent und Musikpädagoge
- Fredrich, Mandy (* 1979), deutsche Opernsängerin (Sopran/Koloratursopran)
- Fredrich, Sebastian (1980–2001), deutscher Langstreckenläufer
- Fredrich, Stefan (* 1954), deutscher Synchronsprecher
- Fredricks, Paul (1918–2010), US-amerikanischer Jazztrompeter
- Fredricks, Tucker (* 1984), US-amerikanischer Eisschnellläufer
- Fredrickson, Barbara (* 1964), US-amerikanische Psychologin
- Fredrickson, Donald S. (1924–2002), US-amerikanischer Physiologe, beschrieb als erster die Tangier-Krankheit
- Fredrickson, Frank (1895–1979), kanadischer Eishockeyspieler
- Fredrickson, George M. (1934–2008), US-amerikanischer Historiker
- Fredrickson, Thomas (1928–2017), US-amerikanischer Kontrabassist und Komponist
- Fredricson, Peder (* 1972), schwedischer Springreiter
- Fredriksen, John (* 1944), norwegisch-zyprischer Milliardär und Finanzinvestor
- Fredriksen, Lars (* 1971), norwegischer Popsänger
- Fredriksen, Lill Tove (* 1971), norwegisch-samische Literaturwissenschaftlerin
- Fredriksen, Magnus (* 1997), norwegischer Handballspieler
- Fredriksen, Oskar (1909–1991), norwegischer Skilangläufer
- Fredriksen, Ulrik (* 1999), norwegischer Fußballspieler
- Fredrikson, Lafayette (* 1970), deutscher Komponist
- Fredrikson, Otto (* 1981), finnischer Fußballtorhüter
- Fredriksson, Benny (1959–2018), schwedischer Schauspieler, Theaterdirektor und Geschäftsführer des Kulturhuset Stadsteatern in StockholmBenny Fredriksson (1959–2018)

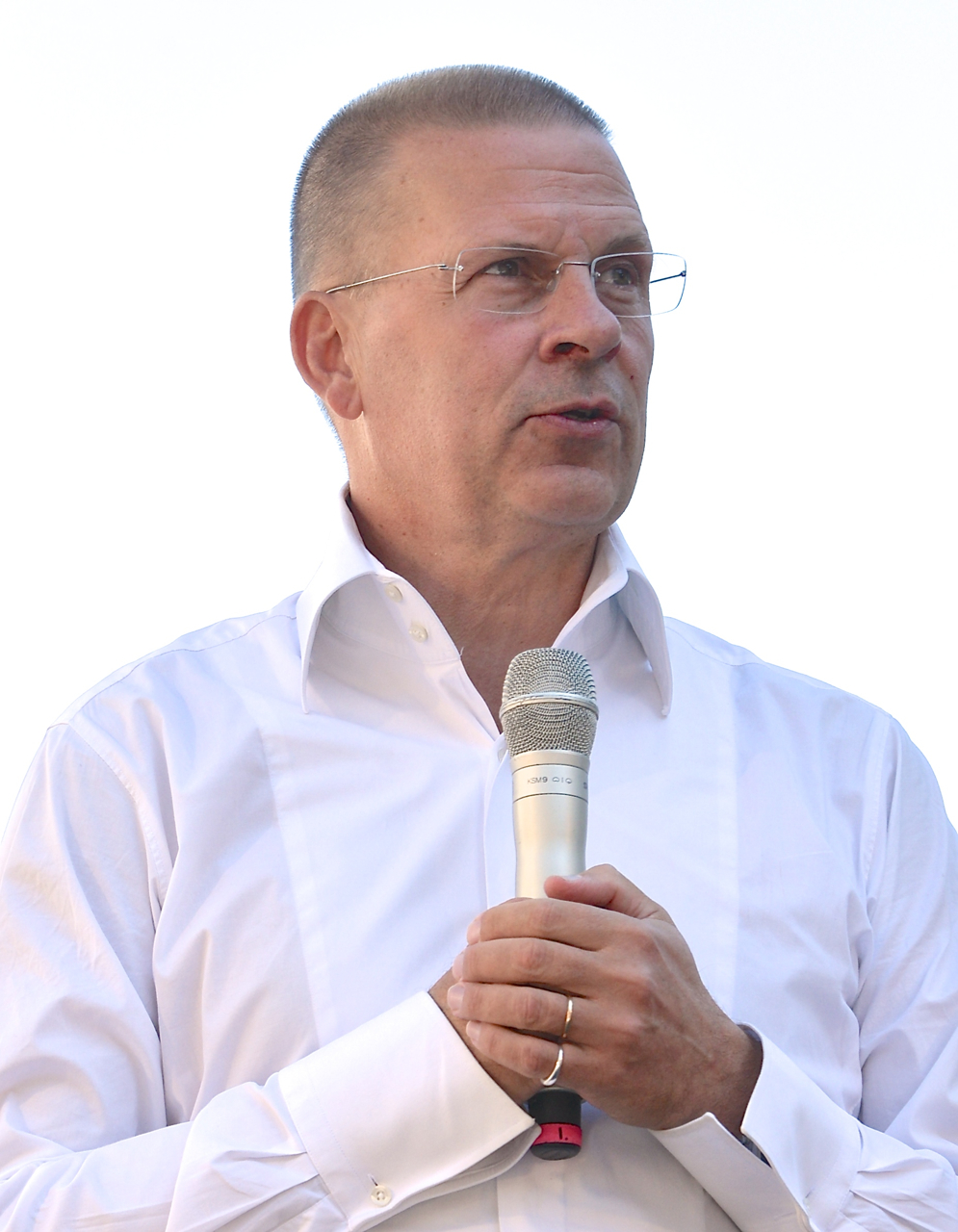
Benny Fredriksson (1959–2018)

- Fredriksson, Börje (1937–1968), schwedischer Jazz-Saxophonist und Komponist
- Fredriksson, Carl Henrik (* 1965), schwedischer Schriftsteller
- Fredriksson, Eine (* 1950), schwedischer Fußballspieler
- Fredriksson, Erik (* 1943), schwedischer Schiedsrichter
- Fredriksson, Erik Algot (1885–1930), schwedischer Tauzieher
- Fredriksson, Gert (1919–2006), schwedischer Kanute
- Fredriksson, Knut (1930–2019), schwedischer Speerwerfer
- Fredriksson, Linda (* 1985), finnische Jazzmusikerin (Saxophon, Komposition)
- Fredriksson, Marianne (1927–2007), schwedische Schriftstellerin
- Fredriksson, Marie (1958–2019), schwedische SängerinMarie Fredriksson (1958–2019)

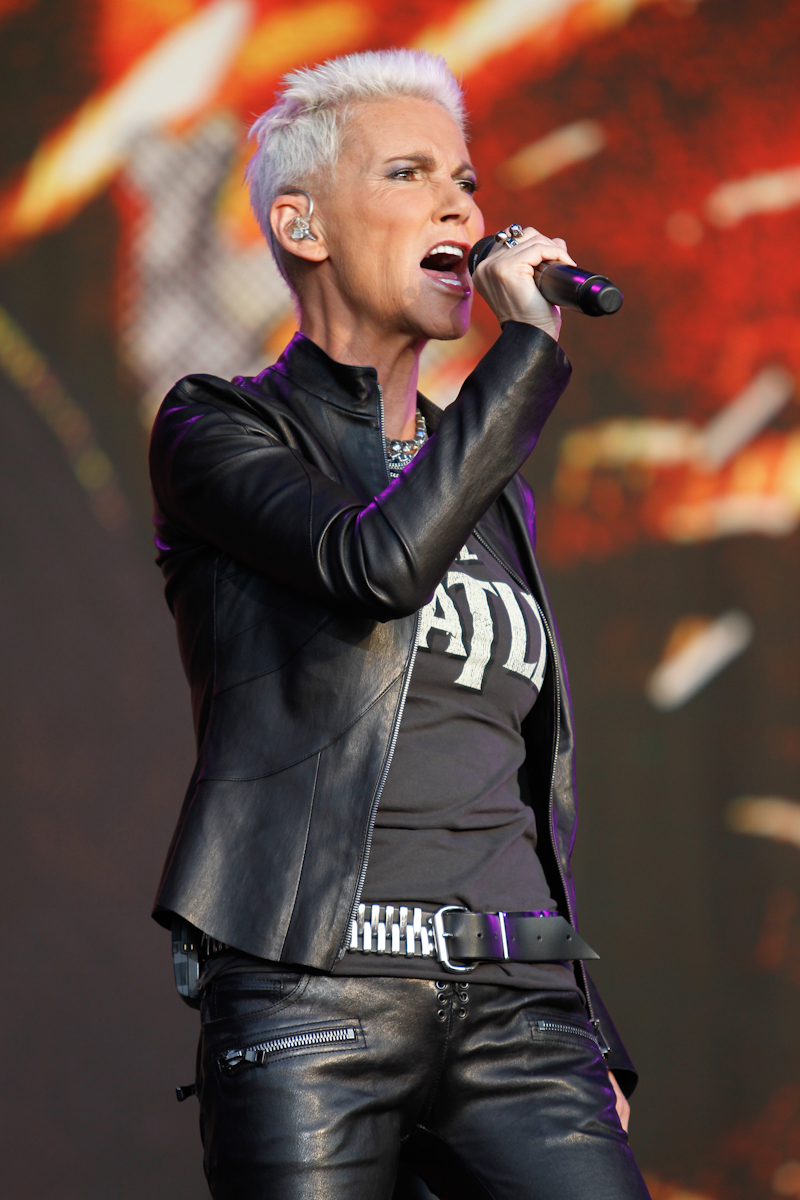
Marie Fredriksson (1958–2019)

- Fredriksson, Mathias (* 1973), schwedischer Skilangläufer
- Fredriksson, Michael (* 1949), schwedischer Sprinter
- Fredriksson, Stig (* 1956), schwedischer Fußballspieler und Trainer
- Fredriksson, Thobias (* 1975), schwedischer Skilangläufer
- Fredro, Aleksander (1793–1876), polnischer Adliger, Dramatiker und Komödienautor

### Freds
- Fredsted, Elin (* 1953), dänische Sprachwissenschaftlerin

### Fredw
- Fredwreck (* 1972), US-amerikanischer Hip-Hop-Produzent

### Fredy
- Fredy, Frydel (1882–1965), deutsche Film- und Theaterschauspielerin
- Fredy, Hans (* 1861), deutscher Schauspieler und Sänger (Tenor)